# HTTP 451

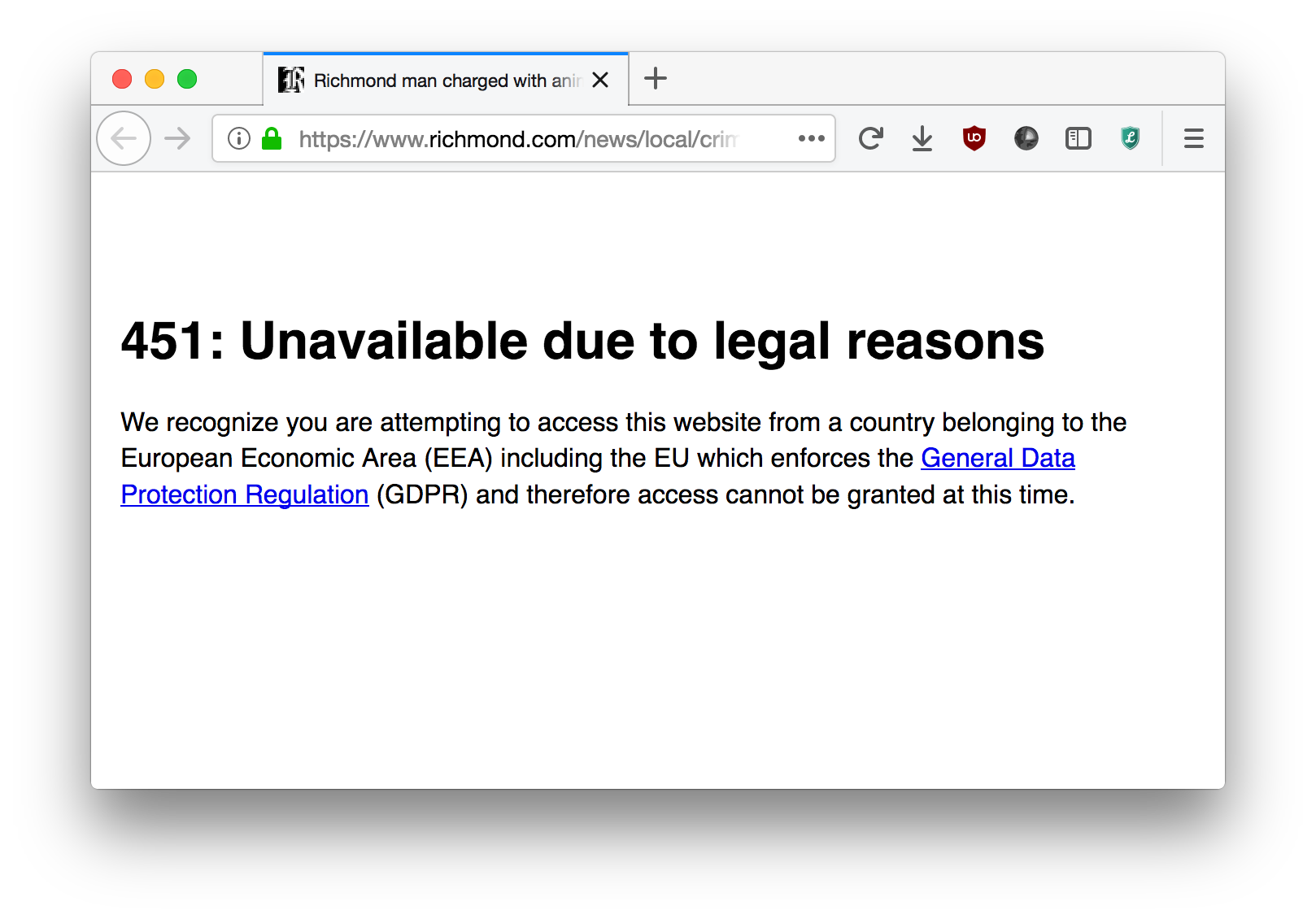

Ошибка 451 или «Недоступно по юридическим причинам» (англ. Unavailable For Legal Reasons) — стандартный код ответа HTTP, означающий, что доступ к ресурсу закрыт, например, по требованию органов государственной власти или правообладателя в случае нарушения авторских прав. Был одобрен IESG 21 декабря 2015 года и опубликован как RFC 7725 в феврале 2016 года и по сути является уточняющей версией кода HTTP 403.
В 2012 году компания Google предложила стандартизировать число 451 для кода ответа о блокировке по юридическим причинам. Данный код является отсылкой к роману Рэя Брэдбери «451 градус по Фаренгейту». В конце текста официального извещения о введении этого стандартного кода (RFC 7725) выражена благодарность Рэю Брэдбери: Thanks also to Ray Bradbury.
Дополнительно к коду ответа следует использовать заголовок Link, уточняющий, кто именно блокирует информацию; заголовок Link должен содержать параметр rel, имеющий значение «blocked-by». Например, в примере, приведённом в официальном сообщении о введении кода, блокировку производит провайдер с сайтом "https://spqr.example.org»:
```
HTTP
/
1.1
 
451
 
Unavailable For Legal Reasons

Link
:
 
<https://spqr.example.org/legislatione>; rel="blocked-by"

Content-Type
:
 
text/html

<
html
>

 
<
head
><
title
>
Unavailable For Legal Reasons [Недоступно по юридическим причинам]
</
title
></
head
>

 
<
body
>

  
<
h1
>
Unavailable For Legal Reasons [Недоступно по юридическим причинам]
</
h1
>

  
<
p
>
This request may not be serviced in the Roman Province
  of Judea due to the Lex Julia Majestatis, which disallows
  access to resources hosted on servers deemed to be
  operated by the People's Front of Judea. [Этот запрос
  не может быть обслужен в Римской Провинции Иудея согласно
  Юлиеву закону об оскорблении величия, который запрещает
  доступ к ресурсам, размещённым на серверах, считающихся
  управляемыми Народным фронтом Иудеи.]
</
p
>

 
</
body
>

</
html
>

```